# Хосе Аскона дель Гойо
Хосе Сімон Аскона дель Гойо (26 січня 1927 , Ла-Сейба  — 24 жовтня 2005 , Тегусігальпа ) — колишній президент Гондурасу з 1986 до 1990 року.

## Ранні роки
З 1935 до 1949 року Аскона жив у Кантабрії (Іспанія) з батьками матері. Він виріс там за часів громадянської війни. Повернувся на батьківщину 1949, працював у торговій компанії своєї родини. Пізніше вирушив на навчання до Національного університету, де здобув інженерну освіту, продовжував навчання в аспірантурі Монтеррейського університету (Мексика).

## Президентство
На виборах 1989 року Аскона здобув перемогу. Після цього сталась історична передача влади від одного конституційно обраного президента до іншого, востаннє такий процес відбувся в Гондурасі 1948 року, а вперше — 1932.
Успіхи Аскони на президентській посаді були суперечливими. Його послідовники, так само як і більша частина населення країни, вважали його адміністрацію чесною та порядною; натомість його опоненти вважали, що вона проводила слабку економічну політику (штучно підтримувався курс 2:1 між гондураською лемпірою та доларом США), значний дефіцит бюджету та слабкий розвиток інвестиційних можливостей країни. За часів президентства Аскони постійно виникали проблеми з постачанням пального, а також зростав зовнішній борг.

## Вихід з політики
Після залишення посади президента Аскона сконцентрувався на просуванні власного будівельного бізнесу. Наприкінці 1990-их у нього стався серцевий напад. 24 жовтня 2005 о 12.30 Аскона помер від чергового серцевого нападу у власному помешканні в Тегусігальпі у віці 78 років.

## Родина
Під час своєї поїздки до Пенсаколи (Флорида) Аскона зустрів майбутню дружину Міріам Бокок. Його син, Хосе Аскона Бокок, нині є членом Конгресу. Його дочка, Елізабет Аскона Бокок обіймала посаду міністра промисловості й підприємництва за часів адміністрації Мануеля Селайї.